# Shut the Box

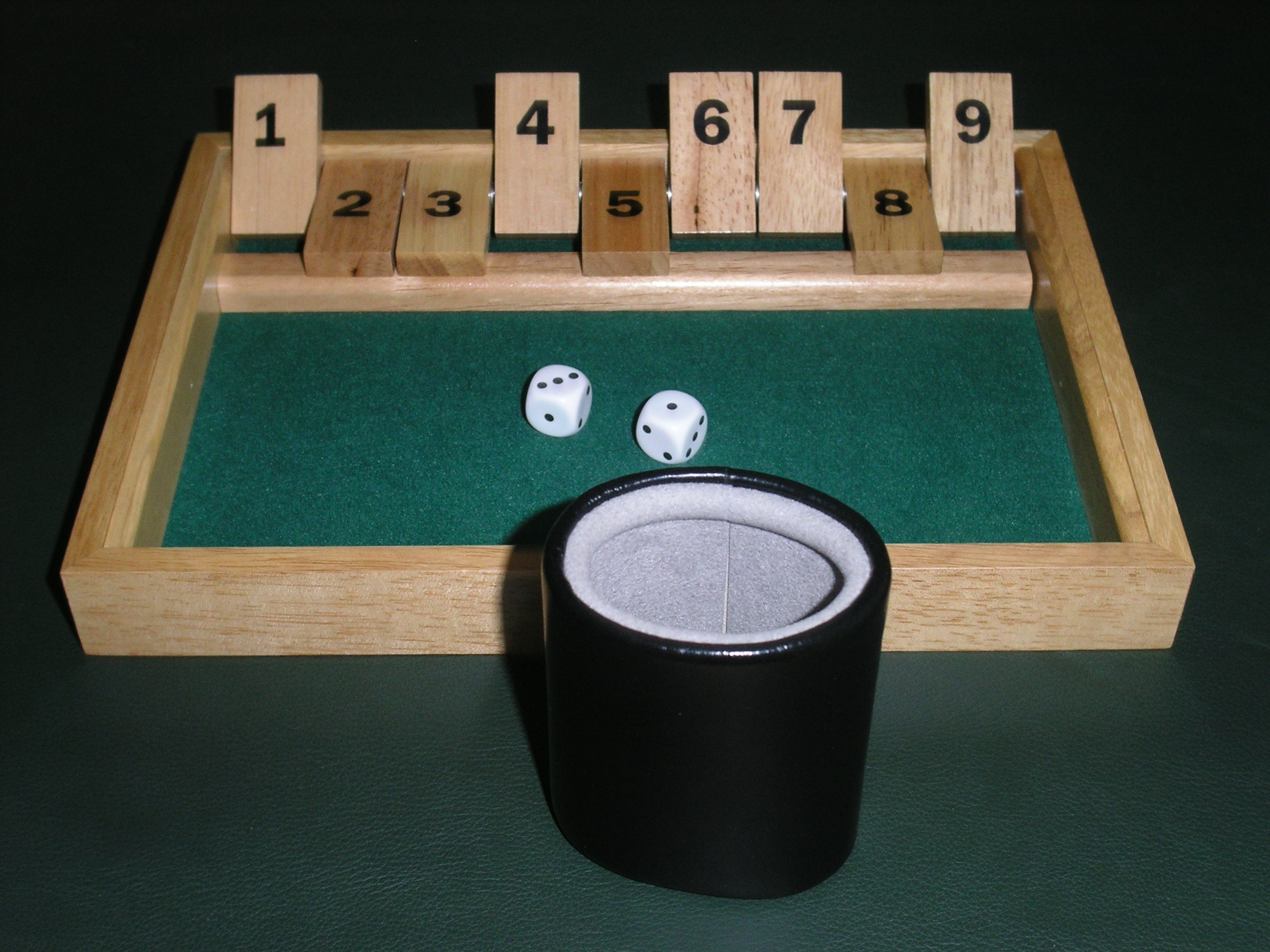
Ein Klappbrett mit Würfeln und Becher. Der hier abgebildete Würfelbecher besitzt innen sogenannte Lippen, damit die Würfel beim Herausrollen in jedem Fall springen.

Shut the Box, Klappenspiel, Klappbrett oder Klappbox ist ein Würfelspiel, das vorzugsweise in einer Gruppe von zwei bis vier Personen gespielt wird.
Der Ursprung des Klappenspiels ist nicht bekannt, doch finden sich Hinweise aus dem 19. Jahrhundert aus der Normandie, in der das Spiel besonders unter Seeleuten sehr verbreitet war (vgl. David Parlett: The Oxford History of Board Games). Von dort kam es später nach England, wo es als beliebte Unterhaltung in den Pubs fortlebt.
Zumeist wird eine Box mit neun nummerierten Klappen verwendet, es gibt aber auch Boxen mit zehn oder zwölf Klappen. Statt eine Klappbox zu verwenden, kann man aber auch die Zahlen 1 – 9 auf ein Blatt Papier schreiben und abstreichen. 

## Das Spiel

### Die Grundregeln
Eine Partie besteht aus mehreren Runden. Jeder Spieler kommt einmal in jeder Runde an die Reihe. Ist ein Spieler am Zuge, werden zuerst alle Klappen geöffnet. Dann beginnt er sein Spiel mit zwei Würfeln und schließt die entsprechenden Klappen.
Für das Schließen der Klappen gilt die Regel, dass jede Zerlegung der Augensumme genutzt werden darf. D. h. zeigen die beiden Würfel z. B. eine 6 und eine 3, so kann er eine beliebige Zerlegung der Augensumme 9, also 9, 1+8, 2+7, 3+6, 4+5, 1+2+6, 1+3+5, ... wählen und die Klappen mit den entsprechenden Nummern schließen.
Sobald die Summe der noch offenen Klappen sechs oder weniger ergibt, setzt der Spieler seinen Zug mit nur einem statt mit beiden Würfeln fort. Der Zug endet, sobald keine Klappe mehr geschlossen werden kann. 
Nun wird seine (Minus-)Punktezahl, sein Penalty score, ermittelt, dazu werden die Nummern der nicht geschlossenen Klappen addiert, d. h. sind die Klappen mit den Nummern 1, 5 und 9 offen geblieben, so zählt dies 1 + 5 + 9 = 15 Punkte. Danach ist der nächste Spieler am Wurf.
Das Ziel eines jeden Spielers ist es, alle Klappen zu schließen (Shut the box) und keine Minuspunkte zu schreiben.
Es werden so viele Runden gespielt, bis alle Spieler außer einem einen Penalty score von 45 oder mehr Punkten erreicht haben (45 ist die Summe aller Klappen, denn 1 + 2 + ... + 9 = 45). 
Die Minuspunkte werden dabei laufend addiert, sodass die einzelnen Spieler nacheinander ausscheiden und der letzte Überlebende gewinnt.

### Varianten

#### Partieende
Manchmal wird auch so gespielt, dass ein Spieler, dem es gelingt, alle Klappen zu schließen, sofort zum Gewinner der Partie erklärt wird.

#### Penalty score
Die Nummern der nicht geschlossenen Klappen, werden von links nach rechts als eine Zahl gelesen, d. h. sind die Klappen mit den Nummern 1, 5 und 9 offen geblieben, so zählt dies 159 Punkte.

#### Regeln für das Schließen der Klappen
Es dürfen nur diejenigen Klappen geschlossen werden, die entweder der Summe oder den einzelnen Werten auf den beiden Würfeln entsprechen, d. h. wirft ein Spieler eine 6 und eine 3, so kann er entweder die Klappe mit der Nummer 9 oder die Klappen mit den Nummern 3 und 6 schließen.